# Pugwash Conferences on Science and World Affairs
Pugwash Conferences on Science and World Affairs (Pugwashrörelsen) är en internationell fredsrörelse som syftar till att samla akademiker, journalister, diplomater och andra offentliga personer i syfte att arbeta för att minska risken för väpnade konflikter och att söka lösningar på hot mot den globala säkerheten. Rörelsens ursprung finns i ett manifest, Russell-Einsteinmanifestet, som skrevs av Albert Einstein och Bertrand Russell 1955, i vilket de uppmanade världens vetenskapsmän att samlas för att utvärdera och uppmärksamma faran med kärnvapen. 1957 arrangerade Joseph Rotblat och Bertrand Russell rörelsens första konferens, i byn Pugwash i Nova Scotia, Kanada. 
Det finns inget formellt medlemskap i Pugwashrörelsen, men cirka 3 500 personer som någon gång har deltagit vid en Pugwash-konferens räknas som "pugwashiter".
Under kalla kriget var rörelsen en viktig länk mellan västblocket och östblocket och bidrog till flera viktiga nedrustningsavtal.
Pugwashrörelsen och Jóseph Rotblat tilldelades Nobels fredspris 1995.